# Мороховка
Мороховка — река в России, протекает в Холмском районе Новгородской области. Устье реки находится в 6 км по левому берегу реки Батутинка. Длина реки составляет 22 км.
Примерно за 3,5 км до устья ширина реки — 5 м, глубина — 0,6 м, дно песчаное.
У Мороховки есть левый приток Малашевка.
На реке стоят деревни Морховского сельского поселения: Василёво, Морхово, Шваино, Галыженки, Дуброво.
Система водного объекта: Батутинка → Малый Тудер → Кунья → Ловать → Волхов → Нева → Балтийское море.

## Данные водного реестра
По данным государственного водного реестра России относится к Балтийскому бассейновому округу, водохозяйственный участок реки — Ловать и Пола, речной подбассейн реки — Волхов. Относится к речному бассейну реки Нева (включая бассейны рек Онежского и Ладожского озера).
Код объекта в государственном водном реестре — 01040200312102000023544.